# Sagra di san Giovanni Battista

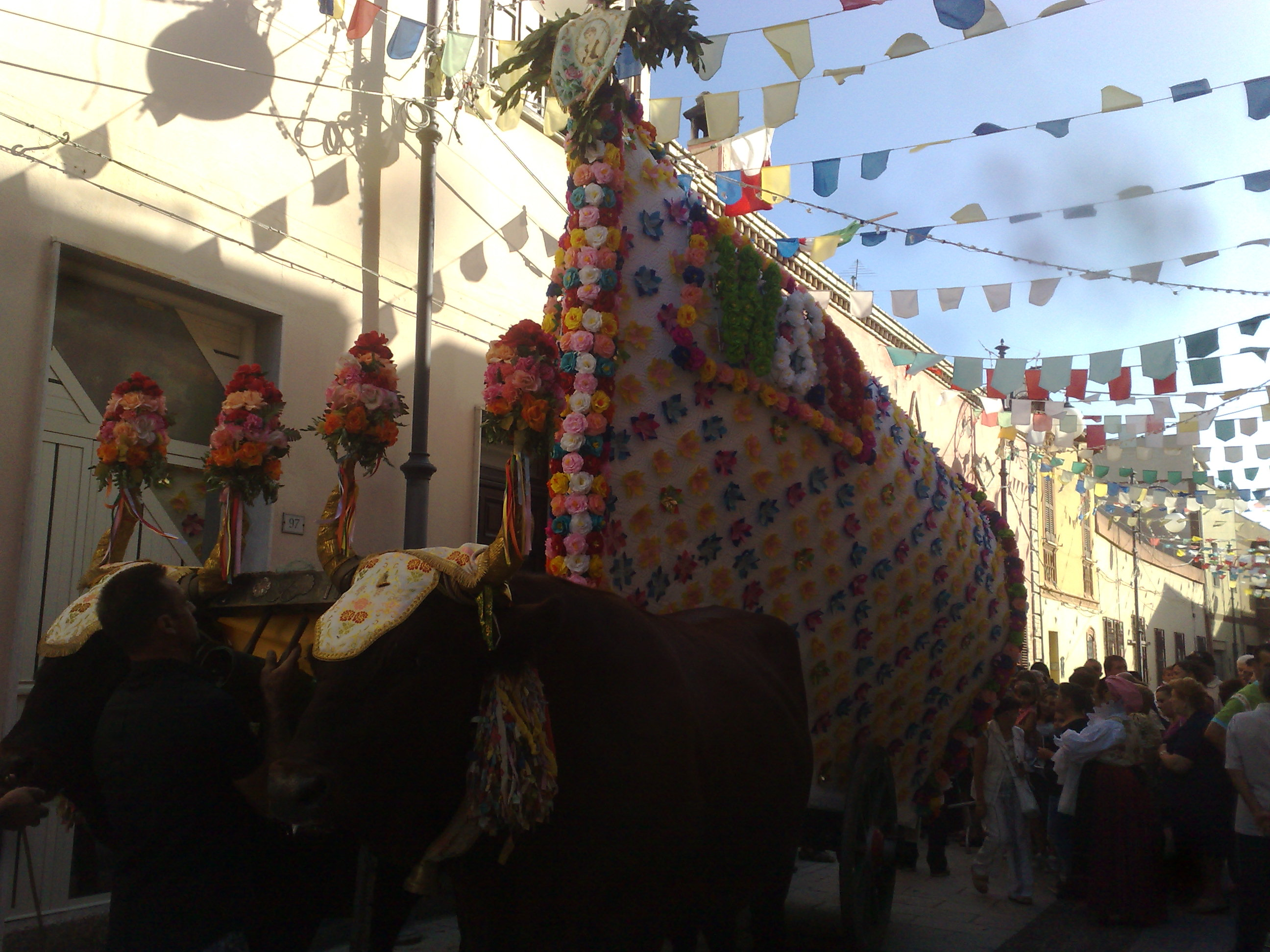
La tracca, carro agricolo appositamente addobbato per trasportare le tracchere da casa dell'obriere alla chiesa di Sant'Andrea

La sagra di san Giovanni Battista è una festa campestre che si tiene ogni festa di San Giovanni nella città di Quartu Sant'Elena in provincia di Cagliari.

## Descrizione
La festa viene organizzata dalla società  di san Giovanni (in sardo s'obreria) che ogni anno, tramite un vecchio rito sa mesa ("il tavolo") rende pubblica a tutta la città la scelta de s'obreri ovvero del presidente della società che ha il compito di organizzare la festa nell'anno successivo.
Se nel rito di sa mesa non viene eletto un presidente (o come si dice non beni fattu s'obreri), si proroga l'elezione del presidente al 24 giugno, data in cui si festeggia il Santo.
Se neanche in questo caso viene eletto il presidente, anche l'anno seguente i festeggiamenti del Santo saranno affidati al presidente in carica.
I festeggiamenti religiosi avvengono il 24 giugno, giorno in cui si ricorda la nascita del santo.
La messa del 24 giugno viene celebrata nella chiesetta campestre di Sant'Andrea nell'omonima zona di Quartu.
I festeggiamenti cittadini avvengono invece l'ultimo sabato di luglio.
I festeggiamenti di san Giovanni a luglio sono molto antichi e risalgono addirittura ad un rito pagano dei fenici, in cui sette ragazze vergini venivano sacrificate.
L'obriere nel mese di marzo sceglie sette ragazze vergini (che verranno poi chiamate traccheras), per partecipare alla festa e divenire le vergini promesse a san Giovanni.
L'ultimo sabato di luglio l'obriere, vestito con il tradizionale costume matrimoniale Quartese, va con un calesse trainato da un cavallo a prendere le sette giovani nelle rispettive case.

Ogni ragazza, dopo aver salutato i genitori e i parenti con una canzone sarda a versi con rime chiamata trallallera, andrà nella casa dell'obriere e dovrà salutare come da tradizione l'obriera sempre a canto di trallalera e gli consegnerà il gatò (dolce tradizionale sardo a base di mandorle e zucchero con forma di chiesa o basilica) e tutti gli altri regali. A sua volta l'obriera saluterà ogni tracchera con il trallalera.
Dopo che l'obriere avrà preso tutte le tracchere si partirà con la tracca (un carro agricolo appositamente addobato a festa in modo da donargli la forma della prora di una barca) verso la chiesa campestre di Sant'Andrea (grandissimo amico e discepolo di san Giovanni) scortati da una lunga fila di calessi e carri, chiamati brechis, tutti trainati da cavalli. Chiude il corteo un camion che trasporta tutti i gatò, i regali fatti all'obriera e la bandiera di san Giovanni. A volte viene portato fino alla chiesa anche il cocchio trainato da buoi con all'interno il simulacro di san Giovanni. Il percorso fino alla chiesa è sempre lo stesso da oltre quattrocento anni; partendo dalla casa dell'obriere si raggiunge piazza 4 novembre e da qui il percorso, uguale ogni anno, prosegue per via Fiume e via Leonardo da Vinci fino a giungere alla chiesetta di Sant'Andrea dopo un percorso di circa 8 chilometri. L'arrivo della tracca è solitamente accolto da uno spettacolo pirotecnico.

L'obriere in carica e gli obriere di "compagnia" che portano la bandiera del comitato nella casa del nuovo obriere (foto d'epoca)

La mattina della domenica l'obriere nuovo (quello eletto nel rito de sa mesa) va nella chiesa scortato anch'esso da calessi e carri a richiedere all'obriere vecchio se ha ancora l'intenzione di accoglierlo e dargli la bandiera del Santo per permettergli di fare i festeggiamenti l'anno successivo.
Viene poi fatta la processione, in cui si porta a spalla oltre alla statua di san Giovanni anche quella di sant'Andrea. La processione è aperta dalle tracchere, seguono le obriere, gli obrieri il sacerdote con i diaconi e infine i santi seguiti dai fedeli. Finita la processione si celebra la messa.
Verso le due del pomeriggio comincia il pranzo a cui partecipano oltre al comitato e le tracchere con le rispettive famiglie, tutti gli invitati alla festa privata dell'obriere.
Di pomeriggio si riparte verso la città facendo lo stesso percorso dell'andata. Arrivati in via Fiume vengono distribuiti dal camion alla fine del corteo i tradizionali Piricchitus de bentu.
Il giorno dopo, lunedì, l'Obriere e Is Obreris de cumpangia (obrieri che hanno fatto precedentemente la festa con l'incarico di aiutare l'obriere nella buon riuscita della festa) portano dall'Obriere nuovo la bandiera del comitato.
Il lunedì inoltre vengono tagliati due dei sette gatò portati dalle tacchere.
Il martedì le obriere portano invece la bandiera di lutto dall'obriere nuovo. Il martedì invece vengono tagliati tre gatò e il mercoledì gli ultimi due.

## I Goccius de santu Anni
I Goccius de santu Anni è una canzone-preghiera che viene dedicata al Santo. È in lingua sarda e viene cantata, oltre che dalle tracchere, da tutte le persone che seguono la tracca sui carretti.
Non mi stancu de ti pregai
Canzonis ti bollu cantai
Poita ndi sesi meritosu
Fai ch'in terra donnia sposu
No si stanchi sa sposa de amai
O Giuanni miraculosu
No mi stancu de ti pregai
No mi stancu de ti pregai
Donni annu po sa festa tua
Chini prusu ti pota frorisi
Ca sesi su rei de tottu is pastorisi
Custu deu non ti du cua
Unu ciriu puru t'allua
ca bollu graziasa a m'accanzai
O Giuanni miraculosu
No mi stancu de ti pregai
No mi stancu de ti pregai
S'angioni chi potasa in sa manu
Donada segnu de cristiania
Sesi su goppai de Maria
Ca su fillu as fattu cristianu
In quddu bell'arriu Giordanu
D'iasta boffiu battiai
O Giuanni miraculosu
No mi stancu de ti pregai
No mi stancu de ti pregai
Fai puru ch'in donnia tallu
Non ci ammanchi s'angioneddu de Deusu
Ca cun tui fiducia teneusu
Donasi saludi e traballu
E de su pastori su gragallu
No du lessisi sbuidai
O Giuanni miraculosu
No mi stancu de ti pregai
No mi stancu de ti pregai
Sesi a fiancu de Andria
Issu puru bravu agricoltori
Pregaisiddu a su Signori
Chi salvi tottu sa pastoria
Dognia bestia sia nutria
Po no di fai su latti mancai
O Giuanni miraculosu
No mi stancu de ti pregai
No mi stancu de ti pregai
A ora de mulli e a ora de casu
Faidì sempri presenti
poita seu unu credenti
finzasa is peisi ti basu
e su casiddu arrasu arrasu
faisuddu sbuidai
O Giuanni miraculosu
No mi stancu de ti pregai
No mi stancu de ti pregai
Dì e notti sesi in su sattu
Fendi de guardiania
Mancai deu non ti bia
Gi ddu sciu ca sesi in attu
Cun nisciunu sesi ingrattu
Santu denniu de ammirai
O Giuanni miraculosu
No mi stancu de ti pregai
No mi stancu de ti pregai»

## Obrieri della Sagra
- Obrieri dal 1600 al 1894:  eredi di Denotti, Meloni Salvatore, Pedditzi Salvatore, Deplano Giovanni, Bodano Luigi, Olla Giuseppe, Corongiu Francesco, Pusceddu Pietro, Pisu Giuseppe, Secci Ignazio, Sitzu Giovanni, Mura .
- Obrieri dal 1895 al 1914: Olla Giuseppe 1895, Sitzia Giovanni 1896, Pedditzi Luigi 1897, Pedditzi Luigi 1898, Denotti Michele 1899, Olla Francesco 1900, Pillai Vincenzo 1901, Olla Luigi 1902, Deplano Giovanni 1903, Denotti Faustino 1904, Cabras Vincenzo 1905, Pillai Enrico 1906, Saddi Giuseppe 1907, Sitzia Raffaele 1908, Perra Giovanni 1909, Olla Raffaele 1910, Cabras Luigi 1911, Denotti Antonino 1912, Pedditzi Luigi 1913, Olla Luigi 1914.
- Obrieri dal 1915 al 1930: Fermata per la guerra 1915, Fermata per la guerra 1916, Fermata per la guerra 1917, Fermata per la guerra 1918, Meloni Cogoni Efisio 1919, Pisu Giuseppe 1920, Mura Michele 1921, Sitzia Raffaele 1922,  Pusceddu Pietro 1923, Mura Giuseppe 1924, Pedditzi Antonio 1925, Olla Francesco 1926, Olla Antonio 1927, Sitzia Raffaele 1928, Pedditzi Antonio 1929, Denotti Raffaele 1930.
- Obrieri dal 1931 al 1940: :Pedditzi Salvatore 1931, Sitzia Giovanni 1932, Scalas Giuseppe 1933, Angioni Domenico 1934, Saddi Giuseppe 1935, Pisu Michele 1936, Cogoni Francesco 1937,  Moi Meloni 1938, Meloni Onorato 1939, Fermata per la guerra 1940
- Obrieri dal 1941 al 1950: Fermata per la guerra 1941, Fermata per la guerra 1942, Fermata per la guerra 1943, Fermata per la guerra 1944, Denotti Raffaele[1] 1945, Pusceddu Luigi 1946, Denotti Agostino 1947, Meloni Efisio 1948, Denotti Luciano 1949, Cadelano Salvatore 1950.
- Obrieri dal 1951 al 1960: Cabras Giovanni 1951, Argiolas Renzo 1952, Deiana Vincenzo 1953, Pedditzi Antonio 1954, Pinna Ignazio 1955, Meloni Efisio 1956, Denotti Celeste 1957, Meloni Salvatore 1958, Deiana Vincenzo 1959, Pedditzi Raffaele 1960.
- Obrieri dal 1961 al 1970: Paulis Giovanni 1961, Angioni Domenico 1962, Udas Gregorio 1963, Pedditzi Giovanni 1964, Denotti Agostino 1965, Marcia Antonio 1966, Denotti Michele 1967, Scalas Raffaele 1968, Pinna Raffaele 1969, Lecca Raffaele 1970.
- Obrieri dal 1971 al 1980: Deiana Armando 1971, Pedditzi Carlo 1972, Denotti Giuseppe 1973,  Spiga Francesco 1974, Cappai Angelo 1975, Denotti Salvatore 1976, Suella Francesco 1977, Scalas Salvatore 1978, Spanu Angelo 1979, Pibiri Efisio 1980.
- Obrieri dal 1981 al 1990: Pibiri Efisio 1981, Pedditzi Carlo 1982, Denotti Pinuccio 1983, Falqui Giovanni 1984, Denotti Giuseppe 1985, Murru Giuseppe 1986, Loddo Gino 1987, Deiana Celeste 1988, Deiana Celeste 1989, Denotti Giuseppe noto Pinotto 1990.
- Obrieri dal 1991 al 2000: Pedditzi Carlo 1991, Curreli Luigi 1992, Denotti Andrea 1993, Denotti Andrea 1994, Denotti Francesco 1995, Denotti Marco 1996, Pateri Giovanni 1997, Pateri Giovanni 1998, Falqui Giovanni 1999, Falqui Giovanni 2000.
- Obrieri dal 2001 al 2010: Pillai Pietro 2001, Pau Giovanni 2002, Denotti Roberto 2003, Carta Giuseppe 2004, Denotti Giuseppe 2005, Cabras Massimo 2006, Pau Giovanni 2007, Denotti Marco 2008, Corrias Gian Paolo 2009, Meloni Giovanni 2010.
- Obrieri dal 2011 al 2020: Caddeo Massimiliano 2011, Paulis Antonio 2012, Pau Giovanni 2013, Porcu Antonio 2014, Porcu Antonio 2015, Denotti Gianfranco 2016, Campus Francesco 2017, Campus Francesco 2018, Caddeo Massimilano 2019, sospensione per Covid 2020.
- Obrieri dal 2021: sospensione per Covid 2021, Campus Stefano 2022, Campus Stefano 2023, Deiana Nicola 2024, Deiana Nicola 2025.